# Spiegel-Ragwurz
Die Spiegel-Ragwurz (Ophrys speculum) ist eine Pflanzenart aus der Gattung der Ragwurzen (Ophrys) innerhalb der Familie der Orchideen (Orchidaceae).

## Merkmale

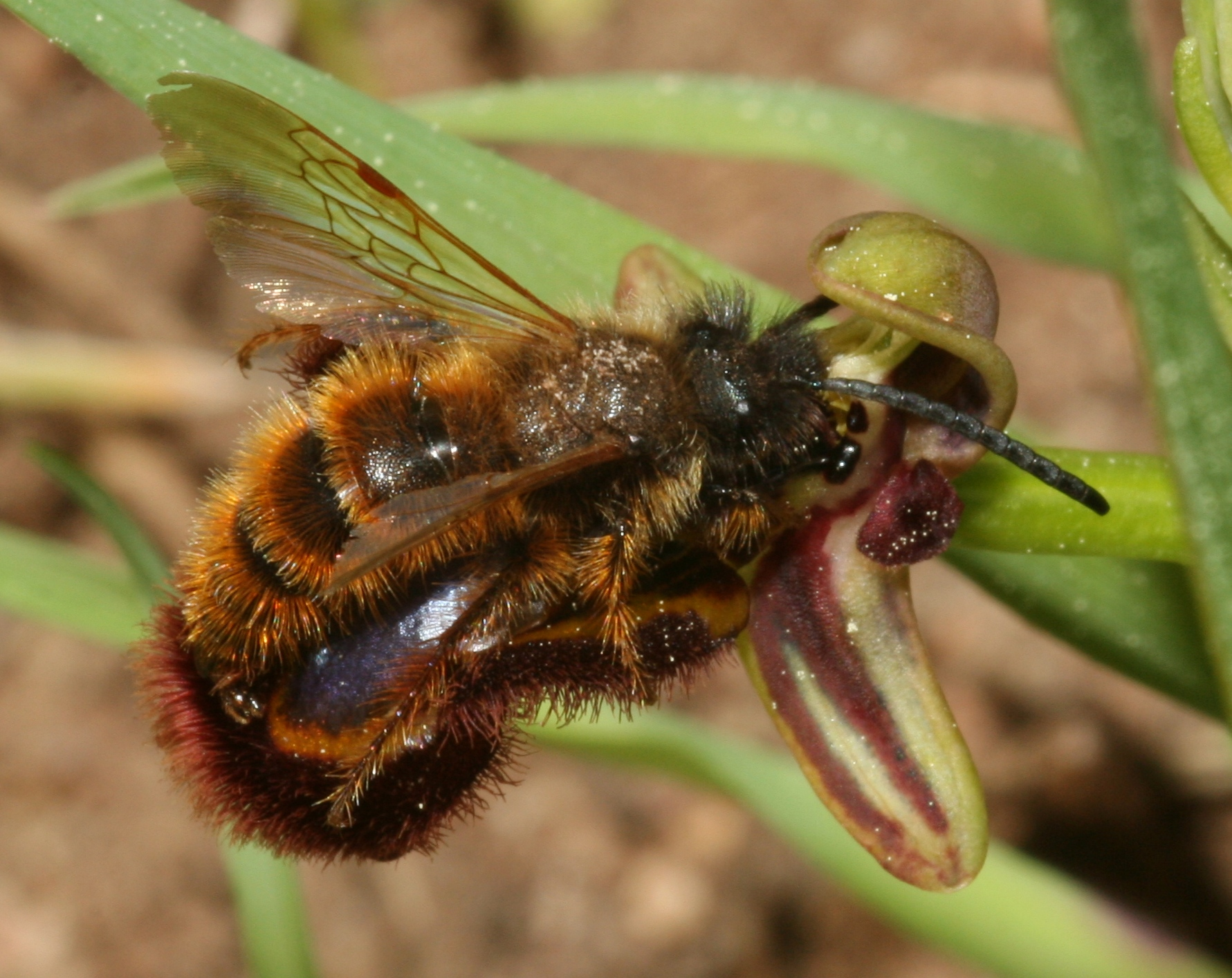
Dasyscolia ciliata auf einer Ophrys-Blüte

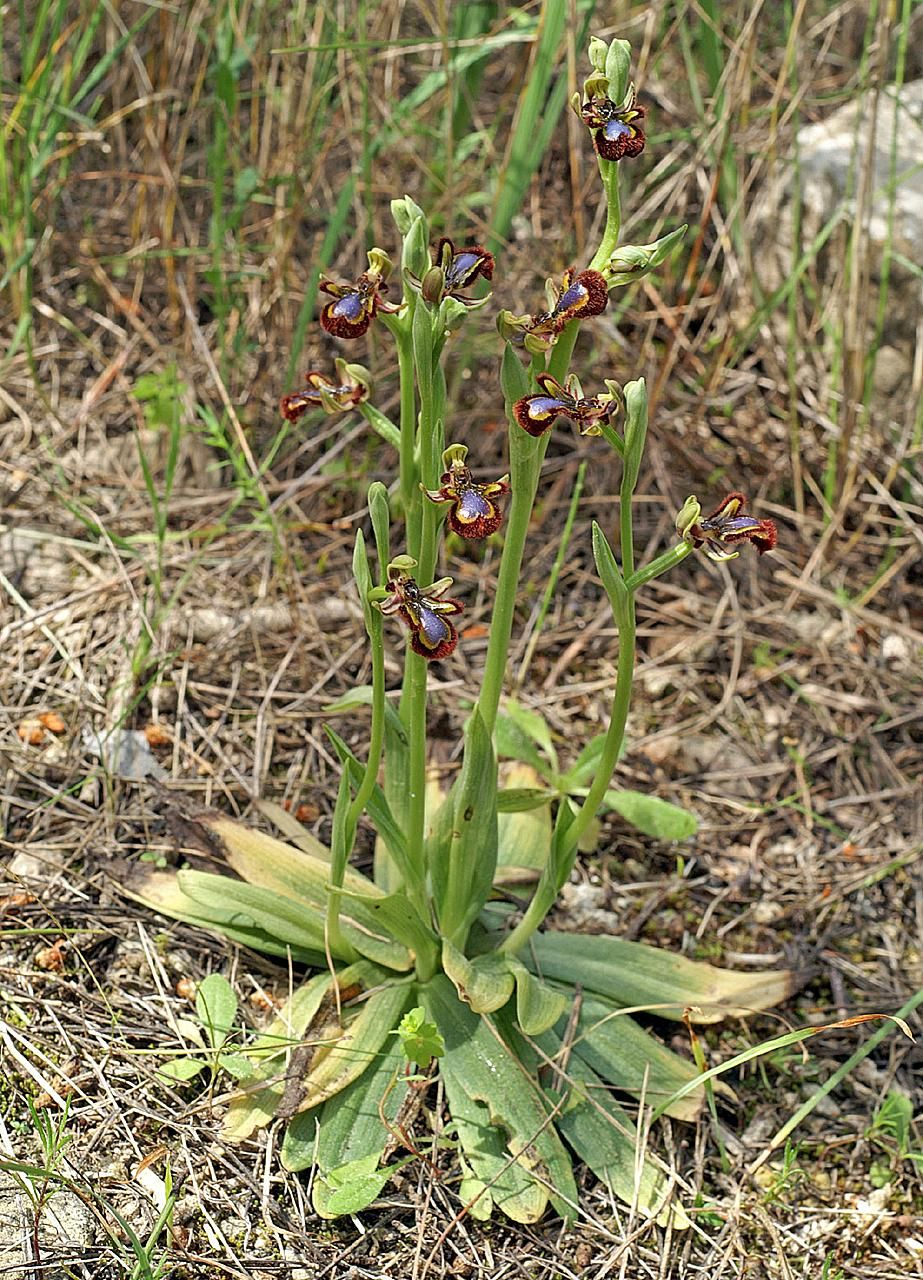
Spiegel-Ragwurz (Ophrys speculum)

Diese mehrjährige krautige Pflanze erreicht Wuchshöhen zwischen 5 und 25 cm. Der Blütenstand besteht aus zwei bis acht Blüten. Die 7 bis 10 mm langen Kelchblätter erscheinen oft braunrot gestreift oder überlaufen. Auch die 4 bis 6 mm langen Kronblätter sind braunrot gefärbt. Die 12 bis 16 mm lange Lippe weist einen dunklen unbehaarten Rand auf. Das Mal erscheint dunkelblau bis tiefviolett und ist gelb bis orange umrandet. Sie bedient sich der Peckhamschen Mimikry und ahmt dabei Aussehen und Duft von Dolchwespen-Weibchen (Dasyscolia ciliata) nach, um so Männchen zur Bestäubung anzulocken. Während des vermeintlichen Begattungsakts wird der Wespe ein Pollenpaket an den Kopf geklebt. Die Art blüht von Februar bis April.
Die Chromosomenzahl beträgt 2n = 36.

## Standort und Verbreitung
Diese Orchidee findet man in lichten Wäldern, Garriguen, Magerrasen und auf ehemaligem Kulturland mit trockenem bis frischem, aber stets basenreichem Boden bis zu einer Höhe von 1200 Metern über Meereshöhe. Diese Art kommt ausschließlich im Mittelmeerraum vor.

## Taxonomie und Systematik
Die Spigel-Ragwurz wurde im April 1800 von Johann Heinrich Friedrich Link in Journal für die Botanik [H. A. Schrader], Jahrgang 1799, Band 2, Seite 324 als Ophrys speculum erstbeschrieben.
Man kann folgende Unterarten unterscheiden:
- Iberische Spiegel-Ragwurz (Ophrys speculum subsp. lusitanica O.Danesch & E.Danesch, Syn.: Ophrys lusitanica (O. Danesch & E. Danesch) Paulus & Gack): Sie kommt in Portugal und im südwestlichen Spanien in Höhenlagen zwischen 0 und 500 Metern Meereshöhe vor.[5][6]
- König-Ferdinand-Ragwurz (Ophrys speculum subsp. regis-ferdinandii (Acht. & Kellerer ex Renz) Soó, Syn.: Ophrys regis-ferdinandii (Acht. & Kellerer ex Renz) Buttler): Sie kommt auf den östlichen Ägäischen Inseln Samos, Chios, Simi, Tilos, Rhodos und an der Küste der westlichen Türkei in Höhenlagen zwischen 0 und 400 Metern Meereshöhe vor.[5][6]
- Ophrys speculum subsp. speculum: Sie kommt im Mittelmeerraum in Höhenlagen zwischen 0 und 1200 Metern Meereshöhe vor.[5][6] Sie hat Vorkommen in den Ländern Marokko, Algerien, Tunesien, Libyen, Portugal, Spanien, Frankreich Italien, auf Korsika, Sardinien, Sizilien, Kreta und in der Ägäis, Griechenland, Albanien, im früheren Jugoslawien, in der Türkei, im Gebiet von Syrien und Libanon und im Gebiet von Israel und Jordanien.[7]